# Confession and Release
Confessions and Release is het eerste (en tot 2009 toe enige) muziekalbum van Fabio Trentini 's progressieve-rockband Moonbound. Het album is opgenomen van oktober 2005 tot april 2007. Het album dat op het kleine platenlabel Unsung Records verscheen bevat tegen neoprog aanleunende rock. Opvallend aan het album is dat de stem van Fabio grote gelijkenis vertoont met die van Phil Collins. Trentini maakte tijdens de opnamen onder meer gebruik van het muzikale tandem Pat Mastelotto en Markus Reuter, hun bijdragen werden in hun eigen studios opgenomen.
Begin 2009 werd bekend dat Trentini bezig is met een tweede nog titelloos album.

## Musici
- Fabio Trentini – zang, gitaar, basgitaar en keyboards
- Jeff Collier – achtergrondzang
- Henning Rümenapp, Milan Polak, Martin Huch, Markus Reuter – gitaar
- Maik Schott- Hammondorgel
- Modo Bierkamp – keyboards
- Pat Mastelotto, Arne Neurand, Sven Petri – slagwerk
- Ingo Knollmann – zang
- Chrostoph Littmann – Engelse hoorn, dwarsfluit

## Composities
Allen van Trentini behalve waar aangegeven
1. Nina (teksten door Collier)
2. Tired of being good
3. Future after you
4. Confession and release
5. Last minute of the day
6. My life ain’t worth being lived without you
7. It looks like rain (teksten en muziek Collier)
8. Luna Calante
9. Divergent moons
10. Up above
11. Flight towards the sky
12. The lengths a man will go to (teksten Collier).